# Cinesseum
Sineseum (engl. Cinesseum) je kompanija koja pruža usluge strimovanja multimedijalnog sadržaja preko interneta. Usluga je dostupna širom sveta. Kompanija je osnovana 2018. godine, sa sedištem u Beogradu, u Srbiji. Poslovni model je zasnovan na strimovanju filmova koji se trenutno prikazuju u bioskopima, zbog čega je nazvan online bioskop.

## Istorijat
Sineseum je osnovan 2018. godine u Beogradu u Srbiji. Braća Marko Maksimović i Ivan Maksimović, Đorđe Lovren i Salih Talay su njegovi osnivači. Idejni pokretač bio je Marko Maksimović, kada je 1. januara 2018. godine zajedno sa svojom suprugom odlučivao da li da odu u bioskop dok je napolju bilo nevreme. Nakon toga, 2. januara 2018. godine, Marko odlazi kod svog brata Ivana i predstavlja mu ideju o strimovanju filmova koji se trenutno prikazuju u bioskopima preko interneta, nudeći mu da se priključi, na šta Ivan pristaje. Isto veče, braća su ponudila svom dugogodišnjem prijatelju Đorđu Lovrenu da se takođe uključi, na šta je Đorđe pristao. Šest meseci nakon toga, nude partnertvo Salihu Talayu, Markovom kolegi iz tadašnje filme u kojoj su zajedno radili. Salih je radio kao programer, dok je Marko radio kao regionalni direktor marketinga. 
Sineseum platforma je pokrenuta 9. februara 2019. godine, sa 4 zaposlena i jednim filmom spremnim za prikazivanje. Prvi film na platformi bio je “Patuljci sa naslovnih strana”.

## Karakteristike
Sineseum je VOD (engl. video-on-demand (VOD)) platforma koja funkcioniše po principu prodaje karata. Sa jednom kartom moguće je jednom pogledati film. Ne postoji mogućnost premotavanja filmova unapred ili unazad, jedino postoji mogućnost pauziranja. Takođe, ne postoji vremensko ograničenje u kom se film mora pogledati nakon kupovine karte. Platforma je dostupna u svim državama sveta.

## Skladišta
Svoje naslove Sineseum čuva na Amazon S3 veb-servisu. Svaki film postoji u 3 verzije sa različitim kvalitetom.

## Spoljašnje veze
- Sineseum
- Veb-sajt Filmskog Centra Srbije
- Veb-sajt Agencije za privredne registre Srbije